# Herb guberni siedleckiej
Herb guberni siedleckiej (ros. Герб Седлецкой губернии) – zatwierdzony przez cesarza Aleksandra II 25 lutego 1869 roku herb guberni siedleckiej utworzonej w 1867 roku.
Herb przedstawia czerwonego jelenia ze złotymi porożami, kopytami, oczami i językiem na srebrnej francuskiej tarczy, z zielonymi liśćmi dębu, zwieńczonej imperatorską złotą koroną. Herb otaczały dwie złote gałązki dębowe splecione błękitną wstęgą orderu świętego Andrzeja.